# Andrew C. Becker
Pour les articles homonymes, voir Becker.
Andrew C. Becker (né en 1973) est un astronome américain.

## Biographie
À la suite de sa licence de physique obtenue en 1995 à l'université Purdue, il a poursuivi ses études avec l'obtention d'un doctorat en astronomie à l'université de Washington respectivement en 1996 et 2000. Après une période où il a exercé la fonction de chercheur pour divers instituts, il est devenu assistant en 2006 et professeur associé en 2012 de l'Université de Washington.
Le Centre des planètes mineures le crédite de la découverte de 643 astéroïdes numérotés, effectuée entre 2004 et 2007, dont 22 en collaboration avec Jeremy M. Kubica et Andrew W. Puckett et deux avec Amy E. Rose. Becker est également à l'origine de la codécouverte de nombreux objets transneptuniens.
L'astéroïde (5280) Andrewbecker a été nommé en son honneur.

## Astéroïdes découverts
| (144897) 2004 UX10      | 20 octobre 2004   |
| (145451) 2005 RM43      | 9 septembre 2005  |
| (145452) Ritona         | 10 septembre 2005 |
| (145453) 2005 RR43      | 9 septembre 2005  |
| (145474) 2005 SA278     | 27 septembre 2005 |
| (145480) 2005 TB190     | 11 octobre 2005   |
| (175562) Ajsingh        | 28 septembre 2006 |
| (175563) Amyrose        | 30 septembre 2006 |
| (175588) Kathrynsmith   | 3 octobre 2006    |
| (178113) Benjamindilday | 27 septembre 2006 |
| (178155) Kenzaarraki    | 3 octobre 2006    |
| (217510) Dewaldroode    | 1er octobre 2006  |
| (243000) Katysirles     | 1er octobre 2006  |
| (243002) Lemmy          | 11 octobre 2006   |
| (248835) 2006 SX368     | 16 septembre 2006 |
| (261109) Annie          | 25 septembre 2005 |
| (308379) 2005 RS43      | 13 septembre 2005 |
| (308933) 2006 SQ372     | 25 septembre 2006 |
| (470027) 2006 RC103     | 11 septembre 2006 |
| (470083) 2006 SG369     | 16 septembre 2006 |
| (523622) 2007 TG422     | 3 octobre 2007    |
| (525729) 2005 RQ43      | 11 septembre 2005 |
| (525815) 2005 SD278     | 25 septembre 2005 |
| (527603) 2007 VJ305     | 4 novembre 2007   |
| (527604) 2007 VL305     | 4 novembre 2007   |